# Vanesa Martín

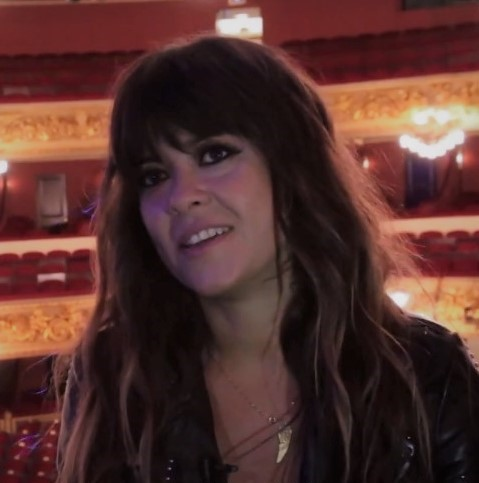
Vanesa Martín (2018)

Vanesa Martín Mata (* 14. November 1980 in Málaga) ist eine spanische Sängerin, Dichterin und Komponistin. Ihr erster Auftritt auf einem Album war auf der CD El Buho Real. Ihr erstes Album trug den Titel Agua und erschien 2006. 2009 unterschrieb sie bei dem multinationalen Warner Music. Bis heute hat sie sieben Studioalben veröffentlicht: Agua (2006), Trampas (2009), Cuestion de piel (2012), Chronicle of a dance (2014), Munay (2016), All the women that inhabit me (2018). Siete veces sí (2020). Sie hat Tausende von Kopien in Spanien und Lateinamerika verkauft und eine große Anzahl von Konzerten in ganz Spanien gegeben. Sie hat mit Künstlern wie Pablo Alborán, India Martínez, Malú, Pastora Soler, Chenoa, David DeMaría, El Arrebato. zusammengearbeitet, Manuel Lombo, Diana Navarro u. a. Vanesa Martíns Leben ist neben Persönlichkeiten wie Alejandro Sanz, Pablo Alborán, India Martínez, Manuel Lombo und anderen gewachsen. Sie ist bei verschiedenen Gelegenheiten mit ihnen aufgetreten und hat für einige von ihnen auch Lieder komponiert.

## Biografie
Vanesa Martín Mata wurde am 14. November 1980 in Malaga geboren. Im Alter von sechs Jahren schenkte ihr Vater ihre erste Gitarre, und von da an begann ihre Liebe zur Musik. Später entschied sie sich, eine Gitarrenausbildung durch Rocieros-Chöre zu beginnen, und begann kurz darauf, ihre ersten Lieder zu schreiben. Bereits im Alter von fünfzehn Jahren trat sie in zahlreichen Veranstaltungsorten in Malaga und in lokalen Fernseh- und Radioprogrammen auf. Ende 2003, nach Abschluss des Lehramts- und Pädagogikstudiums an der Universität Malaga, ließ sie sich in Madrid nieder, wo sie ihre ersten Konzerte in der Bar El Taburete gab.

### 2006–2008:Agua
Sie wurde 2005 von der Musikfirma EMI Music Spain unter Vertrag genommen, und ihr erstes Studioalbum Agua wurde am 15. Juni 2006 veröffentlicht. Das Album wurde von Carlos Jean produziert und von Raúl Quílez inszeniert. Es wurde in den Studios Jean Roche, Jean Madrid und RedLed S.A. aufgenommen. Das Album bestand aus 12 Songs, die von der Malagueña komponiert wurden.
Dieses Album wurde 2007 neu aufgelegt, einschließlich einer Version des Songs "Sleeping alone", gespielt im Duett mit David DeMaría, und auch des Songs "Lluvia".
Anlässlich der Veröffentlichung ihres ersten Albums bereiste sie mit einer Konzertreise weite Teile Spaniens.
In den folgenden Jahren komponierte sie Lieder für Künstler wie Manuel Lombo, India Martínez, María Toledo und Pastora Soler. Sie war die Vorgruppe auf der Tournee durch Spanien Viento zugunsten von Alejandro Fernández.

### 2009–2011:Trampas
2009 unterschrieb sie für den multinationalen Warner Music und veröffentlichte ihr zweites Studioalbum Traps. Es kam am 22. September 2009 in den Handel und wurde in Mailand vom Italiener Bob Benozzo, Produzent von Alejandro Sanz, Chambao, Ricardo Montaner, Ana Belén, produziert. Es besteht aus 12 Liedern, die von Vanesa Martín komponiert wurden.
Mit diesem Album schaffte sie es zum ersten Mal in die Verkaufsliste der meistverkauften Alben des Landes (PROMUSICAE) und erhielt den Dial Award 2009, den Cadena Dial an die besten nationalen Künstler des Jahres vergibt.
Ende des Jahres begann sie eine Konzertreise durch die Theater Spaniens, um ihr neues Werk an Orten wie dem Theater Lope de Vega in Sevilla, dem Theater Cervantes in Malaga, dem Theater Falla in Cádiz, dem Theater Villamarta in Jerez und das Große Theater von Huelva zu präsentieren.
Im Jahr 2010 wurde das Album Trampas neu aufgelegt, das den Song "Losing my balance" und die DVD des Konzerts vom 21. März 2010 im Cervantes Theater in Malaga enthält. An diesem Tag begleiteten Künstler wie David DeMaría, Chenoa, Pastora Soler, Diana Navarro und Manuel Lombo Vanesa auf der Bühne.

### 2012–2013:Cuestión de piel
Die erste Single aus ihrem kommenden Album "Tic Tac" wurde am 16. Januar 2012 vor dem Album veröffentlicht. Am 28. Februar 2012 veröffentlichte er sein drittes Album Cuestion de piel, und am Tag zuvor veröffentlichte er auf seinem Twitter-Account ein Foto, das den Start des Albums zusammen mit Malú feiert. Dieses Album wird von David Santisteban produziert und besteht aus 15 von ihr selbst komponierten Songs. Es umfasst die Zusammenarbeit von Malú, Pablo Alborán, La Mari de Chambao und dem Cordoba-Gitarristen José Antonio Rodríguez.
In der ersten Woche nach seiner Veröffentlichung schaffte es Cuestion de piel, Platz 3 der offiziellen Verkaufsliste in Spanien zu erreichen und war am selben Tag, an dem das Album veröffentlicht wurde, Platz 1 bei iTunes am selben Tag der Premiere des Albums.
Am 16. Oktober 2012 erschien das Album Come, set down and tell me ... Dieses Werk entstand aus der Aufnahme des Akustikkonzerts, das er am 17. September 2012 in der Fundación el Olivar de Castillejo (Madrid) anbot. Eine Neuauflage von Cuestion de piel, die die beiden erschienenen CDs und die DVD des Akustikkonzerts enthält, wurde ebenfalls im CD + DVD-Format veröffentlicht. Diese Akustik enthält neben den Songs seiner drei Alben einen unveröffentlichten Song "Adiós de mayo" in Zusammenarbeit mit José A. Rodríguez und zwei von Vanesa komponierte Songs, die auf ihren jeweiligen Alben veröffentlicht wurden: 90 minutos (India Martínez) und Ya no más (María Toledo).
Am 6. April 2013 trat sie zum ersten Mal mit der Sängerin Malú im Konzert im Teatro de la Axerquía (Córdoba) auf. Im selben Jahr wird sie vom Andalusischen Institut der Jugend mit dem Young Art Prize 2013 ausgezeichnet.

### 2014–2016:Crónica de un baile
Auf YouTube präsentiert sie mit Without knowing why die erste Single ihres vierten Studioalbums Crónica de un baile am 21. Juni 2014. Im August desselben Jahres belegte Crónica de un baile bei iTunes Platz 1.
Bereits am 1. September 2014 kommt das Album in ihrer Heimatstadt Malaga in den Handel. Am nächsten Tag wurde es im restlichen Spanien eingeführt und platzierte es in den ersten zwei Wochen auf Platz eins der offiziellen Verkaufsliste.
Am 8. Oktober desselben Jahres beginnt die Chronik einer Tanztournee, die 2014 und 2015 durch die wichtigsten spanischen Städte tourte, im Teatro Principal in Alicante, wobei alle Tickets verkauft wurden.
Am 4. November wurde über die RTVE-Website bekannt, dass es Teil des neuen Programms dieser Kette sein würde: Hit-La Canción. Dafür musste sie sich mit anderen nationalen Künstlern wie Sergio Dalma, Pastora Soler, Melendi, Marta Sánchez, Bustamante und Rosa López messen.
Am 2. Januar 2015, wenige Minuten nach der Premiere von Hit-La Canción, erhielt sie von Sergio Dalma die Goldene Schallplatte für ihr Album Crónica de un baile.
In derselben Nacht war das Finalistenlied des Komponisten aus Málaga "One Minute More" von Danae Segovia. Der Song wurde sofort auf den wichtigsten digitalen Plattformen veröffentlicht und war mehrere Tage in den Top 10 von iTunes.
Im Sommer wird bestätigt, dass sie den Sänger Manuel Carrasco in der Telecinco-Sendung La Voz Kids beraten wird.
Am 9. Januar 2016 gab sie ein Konzert im Auditorium Theatre von Roquetas de Mar. Im März desselben Jahres veröffentlichte sie ihr erstes Buch Ocean Woman, das eine Vielzahl von Gedichten enthält, die für alle ihre Alma geschrieben wurden, und schließt die Crónica de un-Baile-Tour in Barcelona.

### 2016–2017:MunayyMunay vivo
Am 18. November 2016 kam ihr neues Studioalbum Munay in den Handel. Noch am selben Tag und mehr als zwei Wochen lang war es Platz 1 bei iTunes und in den spanischen Verkaufscharts.
In den Monaten November und Dezember hat sie 12 Plattenaufnahmen in verschiedenen Städten gemacht. Im Februar 2017 erreichte sie für dieses Album in Spanien eine Platin-Schallplatte, und veröffentlichte eine limitierte und nummerierte Edition namens Diario Munay, die die Manuskripte des Künstlers und verschiedene Fotos enthält.
Zu ihrer Promotion wurde die Munay Tour durchgeführt, eine Tour, die mehr als 20 Städte zwischen Lateinamerika und Spanien, umfasste und am 24. Februar 2017 im Martín Carpena Palace in Malaga begann. Während der Munay-Tour wurde eine Compilation namens Munay Live veröffentlicht. Diese DVD wurde am 24. November 2017 veröffentlicht. Die Disc wurde in zwei ganz besonderen physischen Formaten zum Verkauf angeboten: 3 CD + DVD-Box: Enthält die Original-Munay-Disc mit unveröffentlichtem Inhalt, 2 Live-CDs mit den Themen des Malaga-Konzerts und eine DVD mit der gesamten Live-Show zusammen mit einem Interview und eine Munay Vivo Box (2 CD + DVD).

### 2018–2019:Todas las mujeres que habitan en mí
Das sechste Studioalbum All the women that inhabit me wurde am 16. November 2018 veröffentlicht, es hat die Regie und Produktion von Eric Rosse, mit der Koproduktion von Vanesa selbst und mit dem Team der Arrangeure José Marín und Tony Romero. Das Album wurde von Chris Reynolds gemischt und gemastert. Es wurde in den Squawkbox Studios (Los Angeles), Cyclops Sound (Van Nuys) und Sunset Sound (Hollywood) aufgenommen. Es hatte die Zusammenarbeit von Mariza, Abel Pintos und Kany García. Dieses Album schaffte es, 40.000 verkaufte Exemplare zu übertreffen und wurde mit Platin ausgezeichnet.
Am 29. November 2019 wurde die Neuauflage des Albums veröffentlicht, die die Farbe des Covers in Pink änderte. Es enthielt die 16 Songs der einfachen Edition und 4 zusätzliche Songs, darunter "Free Fall". Es enthielt auch eine DVD mit einem Dokumentarfilm En el aire, der Bilder von der Tour zeigte, verschiedene Tracks, die er bei seinem Konzert am 27. September 2019 im WiZink Center in Madrid aufgenommen hatte, 5 akustische Tracks, die für Sesiones Movistar aufgenommen wurden, und 6 Videoclips.

### Seit 2020: "Siete veces sí"
Vor der Veröffentlichung ihres siebten Studioalbums veröffentlichte sie im September 2020 die Singles ... y volar, und The Footprint. Schließlich erschien am 23. Oktober desselben Jahres ihr neues Album Siete vez si. Das Album wurde unter der Produktion von Tony Romero und José Marín produziert.

## Diskografie

### Studioalben
| Jahr | Titel                               | Höchstplatzierung, Gesamtwochen, AuszeichnungChartsChartplatzierungen (Jahr, Titel, Platzierungen, Wochen, Auszeichnungen, Anmerkungen) | Anmerkungen                              |
| Jahr | Titel                               | ES | Anmerkungen                              |
| ---- | ----------------------------------- | --- | ---------------------------------------- |
| 2006 | Agua                                | — | Erstveröffentlichung: 19. Juni 2006      |
| 2009 | Trampas                             | ES25 (19 Wo.)ES | Erstveröffentlichung: 22. September 2009 |
| 2012 | Cuestión de piel                    | ES3 (38 Wo.)ES | Erstveröffentlichung: 28. Februar 2012   |
| 2014 | Crónica de un baile                 | ES1 Gold · (78 Wo.)ES | Erstveröffentlichung: 2. September 2014  |
| 2016 | Munay                               | ES1 ×2Doppelplatin · (145 Wo.)ES | Erstveröffentlichung: 18. November 2016  |
| 2018 | Todas las mujeres que habitan en mí | ES1 Platin · (131 Wo.)ES | Erstveröffentlichung: 16. November 2018  |
| 2020 | Siete veces sí                      | ES1 Platin · (99 Wo.)ES | Erstveröffentlichung: 23. Oktober 2020   |
| 2022 | Placeres y pecados                  | ES2 Gold · (34 Wo.)ES | Erstveröffentlichung: 25. November 2023  |
| 2025 | Casa mia                            | ES3 (… Wo.)ES | Erstveröffentlichung: 22. Mai 2025       |

### Livealben
| Jahr | Titel                            | Höchstplatzierung, Gesamtwochen, AuszeichnungChartsChartplatzierungen (Jahr, Titel, Platzierungen, Wochen, Auszeichnungen, Anmerkungen) | Anmerkungen                                            |
| Jahr | Titel                            | ES | Anmerkungen                                            |
| ---- | -------------------------------- | --- | ------------------------------------------------------ |
| 2012 | Ven, Siéntate y Me Lo Cuentas... | ES6 (11 Wo.)ES | Erstveröffentlichung: 16. Oktober 2012 Unplugged-Album |
| 2015 | Directo                          | ES1 Gold · (61 Wo.)ES | Erstveröffentlichung: 23. Oktober 2015                 |

Weitere Livealben
- 2017: Munay Live

### Singles
| Jahr | Titel Album                                  | Höchstplatzierung, Gesamtwochen, AuszeichnungChartsChartplatzierungen (Jahr, Titel, Album, Platzierungen, Wochen, Auszeichnungen, Anmerkungen) | Anmerkungen                              |
| Jahr | Titel Album                                  | ES | Anmerkungen                              |
| --- | -------------------------------------------- | --- | ---------------------------------------- |
| 2010 | Himno de Andalucia –                         | ES1 (5 Wo.)ES | mit David Demaria & Pastora Soler        |
| 2014 | Sin Saber por qué Crónica de un baile        | ES15 Gold · (6 Wo.)ES | Erstveröffentlichung: 1. Juli 2014       |
| 2015 | 9 días Directo                               | ES69 (1 Wo.)ES | Erstveröffentlichung: 4. September 2015  |
| 2016 | Complicidad Munay                            | ES39 ×2Doppelplatin · (31 Wo.)ES | Erstveröffentlichung: 16. September 2016 |
| 2017 | Hábito de ti Munay Live                      | ES96 Gold · (1 Wo.)ES | Erstveröffentlichung: 22. September 2017 |
| 2018 | Inventas Todas las mujeres que habitan en mí | ES58 Platin · (1 Wo.)ES | Erstveröffentlichung: 19. Oktober 2018   |
| 2020 | Un canto a la vida –                         | ES49 (2 Wo.)ES | Erstveröffentlichung: 30. März 2020      |
| 2020 | ...y vuelo Siete veces sí                    | ES89 Platin · (1 Wo.)ES | Erstveröffentlichung: 3. September 2020  |
| Folgende Lieder erschienen nicht als Single, wurden aber durch das Album zum Download und Streaming bereitgestellt und konnten somit eine Platzierung erlangen: |                                              | |                                          |
| |                                              | |                                          |
| 2014 | Polvo de Mariposas Crónica de un baile       | ES3 Gold · (1 Wo.)ES |                                          |
| 2014 | Frenar Enero Crónica de un baile             | ES4 Gold · (1 Wo.)ES |                                          |
| 2014 | Tiempo de Espera Crónica de un baile         | ES6 (1 Wo.)ES |                                          |
| 2014 | Es tan necesario Crónica de un baile         | ES7 (1 Wo.)ES |                                          |

Weitere Singles
- 2016: Te has perdido quién soy (ES: Platin)
- 2017: Estoy contigo (La Oreja de Van Gogh feat. Ana Torroja, Melendi, Iván Ferreiro, Maldita Nerea, Vanesa Martín, India Martínez, Rozalén, Andrés Suárez, Funambulista & David Otero, ES: Gold)
- 2019: De tus ojos (ES: Gold)
- 2019: Caída libre (ES: Gold)
- 2021: Despedida y cierre (feat. Manuel Carrasco, ES: Gold)
- 2021: Para Aute: Pasaba por Aquí (Joaquín Sabina feat. Rozalén, Marwan, Pedro Guerra, Carlos Rivera, Xoel López, Ismael Serrano, Jorge Drexler, Dani Martín, Estopa, Vanesa Martín, Silvio Rodríguez & Abel Pintos, ES: Gold)
- 2023: He Sido (ES: Gold)

## Musikalische Führungen
- Gira Agua
- Gira Trampas
- Gira Cuestión de piel
- Gira Crónica de un baile (2014–2016)
- Gira Munay (2017–2018)
- Gira Todas Las Mujeres Que Habitan En Mí (2019–2020)
- Gira Siete Veces Si (2021-vorhanden)

## Filmografie

### Fernsehshows
| Jahr | Programm      | Kanal     | Anmerkungen   | Quellen |
| ---- | ------------- | --------- | ------------- | ------- |
| 2015 | La Voz Kids 2 | Telecinco | Berater       | [ 26 ]  |
| 2018 | La Voz Kids 4 | Telecinco | Berater       | [ 27 ]  |
| 2019 | La Voz Kids 5 | Antena 3  | Trainer       | [ 28 ]  |
| 2020 | Mask Singer   | Antena 3  | Jury (Ersatz) | [ 29 ]  |
| 2021 | La Voz Kids 6 | Antena 3  | Trainer       | [ 30 ]  |

## Auszeichnungen und Nominierungen
- 2019 – Premio Cadena Dial.[31]
- 2019 – Premio Ondas mejor comunicación musical.
- 2019 – Premio LOS40 Music Award a Videoclip Nacional del Año.
- 2020 – Premio Odeón Mejor Artista Femenino.[32]
- 2020 – Medalla de Andalucía
- 2020 – Nominada a 'Mejor cantante del año' en los Premios HOY Magazine[33]